# Krichim
Krichim (en bulgare : Кричим), est une ville du sud de la Bulgarie.

## Géographie
La ville est le centre administratif de l'obchtina (municipalité) de Kritchim et est située au sud-ouest de l'oblast de Plovdiv, près de la ville de Perouchtitsa. La ville est la seule localité de la municipalité de Kritchim.
La ville est située au pied des pentes nord des Rhodopes dans la Haute-Plaine thrace (en), à 20 km au sud-ouest de Plovdiv.
La rivière Văča, un affluent important de la Maritsa, traverse la ville.
En 2015, la ville comptait une population de 8 571 habitants.